# Unisanté
Le Centre universitaire de médecine générale et santé publique (Unisanté) est une institution de droit public du canton de Vaud (Suisse).
Unisanté est lié par deux contrats de prestation, l’un avec la Direction générale de la santé du canton de Vaud et l’autre avec l’Université de Lausanne.

La vision d'Unisanté est de : 

« Promouvoir et améliorer la santé des personnes et des populations dans leur environnement, quel que soit leur statut socioéconomique, par de la prévention, des soins ambulatoires et des mesures de santé publique, dans un cadre académique. »

## Histoire

### XIXesiècle
La Policlinique médicale universitaire de Lausanne est créée en 1887 sous le nom de dispensaire central.

### XXesiècle
En 1957, le Grand Conseil du canton de Vaud adopte un décret faisant de la Policlinique un établissement de droit public.
L'Institut universitaire de médecine sociale et préventive (IUMSP) de Lausanne est fondé en 1970.
L’Institut universitaire romand de santé au travail (IST) est fondé en 1994. 

### XXIesiècle
En 2002, la Policlinique médicale universitaire déménage de la rue César-Roux à la rue du Bugnon.
Unisanté est fondé le 1er janvier 2019, par fusion des institutions suivantes,,, :
- Policlinique médicale universitaire (PMU) ;
- Institut universitaire de médecine sociale et préventive (IUMSP) ;
- Institut universitaire romand de santé au travail (IRST) ;
- Association Promotion santé Vaud (ProSV) ;
- Fondation vaudoise pour le dépistage du cancer (FVDC, depuis 2020) ;
- Équipe mobile d’urgences sociales (EMUS, depuis 2021) ;
- Centrale téléphonique des médecins de garde (CTMG, depuis 2024)[9].

## Organisation
Unisanté est composé de sept départements :
- Département épidémiologie et systèmes de santé (DESS) ;
- Département médecine de famille (DMF) ;
- Département des policliniques (DDP) ;
- Département promotion de la santé et préventions (DPSP) ;
- Département santé, travail et environnement (DSTE) ;
- Département urgences et santé communautaires (DUSC) ;
- Département vulnérabilités et médecine sociale (DVMS).

### Présidence
- 2019-2025 : Dominique Arlettaz[11].
- Depuis septembre 2025 : Laurent Kurth[11].

### Direction générale
- 2019-2025 : Jacques Cornuz[11].
- Depuis août 2025 : Karim Boubaker[11].